# Ганул, Валентин Леонидович
Валентин Леонидович Ганул (1 января 1931, Полтава — 29 марта 2015, Киев) — советский и украинский онколог, член-корреспондент НАН Украины (1991), член-корреспондент Национальной академии медицинских наук Украины (1993), доктор медицинских наук (1984), профессор (1988).

## Биография
Родился в Полтаве.
Окончил лечебный факультет Харьковского медицинского института .
Работал врачом-ординатором Киевского областного онкологического диспансера. Затем был врачом — научным сотрудником Киевского научно-исследовательского института фтизиатрии и пульмонологии.
С 1959 года — ассистент, а с 1964 по 1971 год — доцент кафедры онкологии Киевского института усовершенствования врачей. В 1964 году защитил кандидатскую диссертацию по теме «Диагностика и лечение рака легких».
В 1974 году Валентин Леонидович, оставаясь заведующим отделением торакальной онкологии, становится заместителем директора института по научной работе, а в 1979 году — заместителем директора по клинике. В 1987—1991 гг. — директор института, а в 1991—1999 гг. — заведующим клинико-хирургическим отделом.
Умер 29 марта 2015 года в Киеве.

## Научная деятельность
Защищенная В. Л. Ганулом в 1983 г. докторская диссертация на тему «Хирургическое и комбинированное лечение больных раком желудка и кардиоэзофагеальным раком» стала весомым научным вкладом в эту область онкологии.
В. Л. Ганул разработал и существенно усовершенствовал многие виды операций на пораженных раком органах. Его оригинальная методика формирования пищеводно-желудочного анастомоза получила широкое признание в разных странах СНГ. Весомые научные и практические результаты получены также в области комбинированного и комплексного лечения онкологических больных. Под руководством В. Л. Ганула разработаны методики предоперационной радиотерапии как самостоятельной, так и в сочетании с радиомодификаторами, адъювантной и неоадъювантной химиотерапии, иммунотерапии и многие другие.
Автор более 200 трудов, среди которых «Справочник по онкологии» (2001), «Рак пищевода: руководство для онкологов и хирургов» (2002), «Комбинированное и комплексное лечение пищевода» (2000), «Пути повышения эффективности лечения больных раком грудного отдела пищевода» (2001), «Алгоритмы современной онкологии» (2006), и 11 авторских свидетельств.

## Награды
Удостоен почетного звания «Отличник здравоохранения», награждён орденом «Дружбы народов».